# Desmostylis obscurus
Desmostylis obscurus är en kräftdjursart som beskrevs av Brandt 1992. Desmostylis obscurus ingår i släktet Desmostylis och familjen Macrostylidae. Inga underarter finns listade i Catalogue of Life.